# Peter Abay
Peter Abay   (Budapest, 13 de maig de 1962) és un tirador d'esgrima hongarès, ja retirat, especialista en sabre, que va competir durant les dècades de 1980 i 1990.
El 1992 va prendre part en els Jocs Olímpics d'Estiu de Barcelona, on va guanyar la medalla de plata en la prova del sabre per equips del programa d'esgrima.
En el seu palmarès també destaquen quatre medalles al Campionat del Món d'esgrima, dues d'or i dues de plata, entre les edicions de 1983 i 1993; una medalla d'or a les Universíades de 1987 i dues medalles, una d'or i una de plata al Campionat d'Europa d'esgrima de 1991. Guanyà vuit campionats nacionals de sabre per equips. El 1982 i 1991 fou escollit tirador d'esgrima hongarès de l'any.